# Ulrich Werner Grimm
Ulrich Werner Grimm (* 19. ledna 1954, Gera) je německý novinář a spisovatel.

## Životopis
Grimm žije od roku 1959 v Berlíně. Původně pracoval v reklamě a maturitu si dodělal ve večerních kurzech. Na univerzitě studoval filozofii, historii a kulturní vědy; ukončil studia jako diplomovaný filozof. Poté pracoval jako novinář, lektor v nakladatelství, textař, ghostwriter a autor detektivek. Mimoto zkoumá a píše publikace o historii Berlína.

## Dílo
- Schattenbilder (rozhlasová hra, spoluautor Felix Huby, 2 díly, WDR 1998)
- Schattenbilder (kriminální román, spoluautor Felix Huby, 2003)
- Berlin Airlift (rozhlasová hra, spoluautor Felix Huby, 2 díly, WDR 1998)
- Das Bourbaki-Gambit" (rozhlasová hra podle románu Carla Djerassiho, spoluautor Felix Huby, WDR 2000)
- Im Gespräch - 50 Jahre Gesellschaft für Christlich-Jüdische Zusammenarbeit in Berlin e.V., Berlín, 1999
- Zwangsarbeit und 'Arisierung' - Warnecke&Böhm - Ein Beispiel, Museumsverbund Pankow, 2004